# Mut

Mut

Mut (anche Maut, Mout) è una divinità egizia appartenente alla religione dell'antico Egitto. Era una dea-madre (nella lingua egizia, il suo nome significa madre) dai molteplici aspetti che mutarono nei migliaia anni di storia del pantheon egizio. Era una dea di primaria importanza, associata alle acque da cui tutto avrebbe avuto origine tramite partenogenesi. Era inizialmente raffigurata come avvoltoio, poi come una donna recante in capo le corone dell'Alto e Basso Egitto e un copricapo aureo con le sembianze di avvoltoio. Il notevole impulso che i sovrani d'Egitto diedero al suo culto fu un modo di sottolineare la loro autorità mediante la loro associazione con Mut, venerata come regina di tutti gli dei.
Alcuni fra gli epiteti di Mut erano: Madre del mondo, Occhio di Ra, Regina delle dee, Signora del cielo, Madre degli dei e Colei Che partorisce ma Che non è mai stata partorita. 
| G14 | t | B1 |

mwt (Mut)

## Evoluzione della figura di Mut

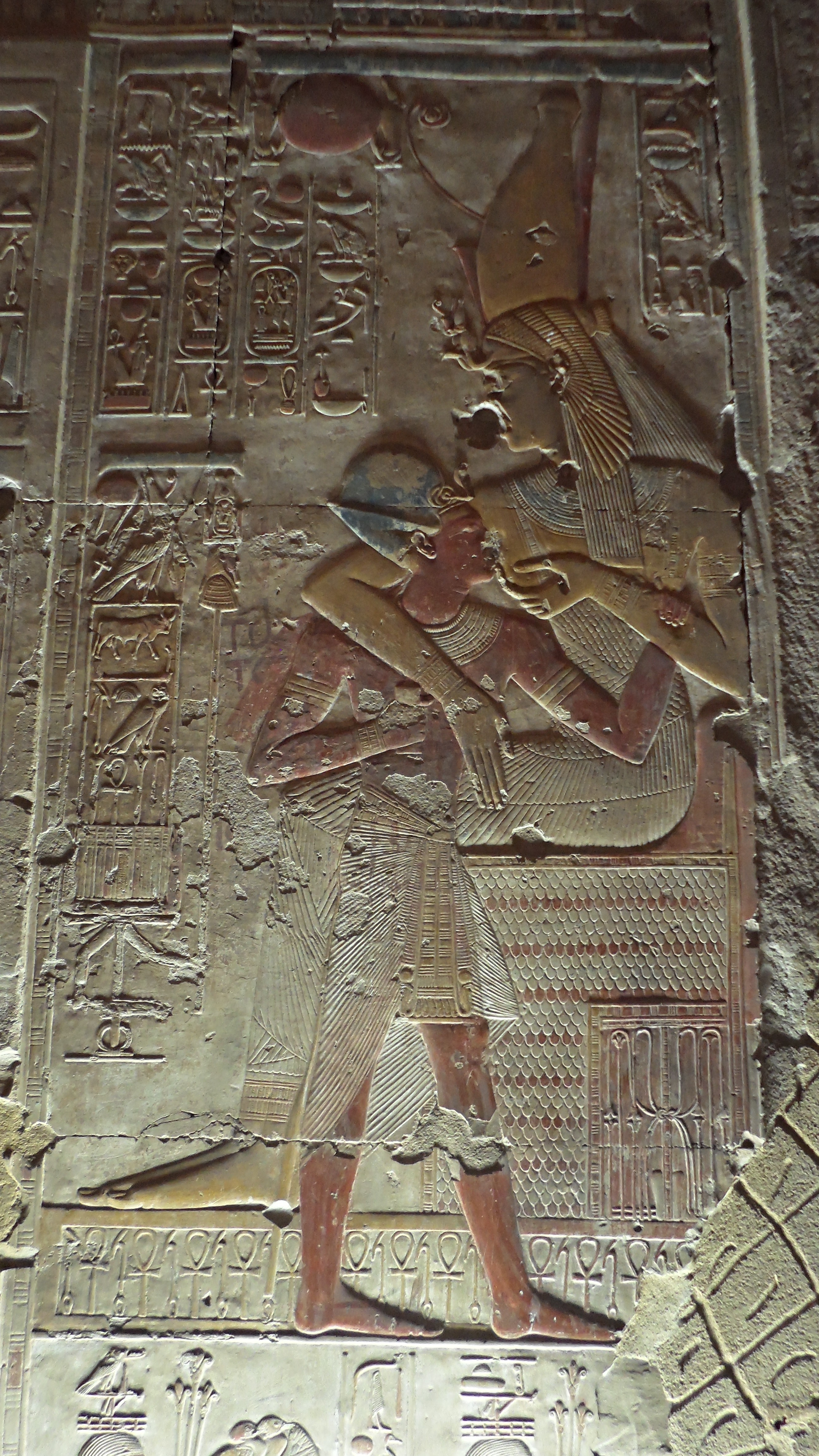
Mut che allatta il faraone Seti I (1290 a.C. - 1279 a.C.), in un rilievo situato nella seconda sala ipostila del tempio mortuario di Seti I ad Abido.

Mut era un titolo delle acque primordiali del cosmo, Nun, secondo il mito della creazione relativo alla Ogdoade e risalente all'Antico Regno (ca. 2680 a.C. - 2180 a.C.). Tuttavia, in epoca successiva, la distinzione tra maternità e acque cosmiche portò a un mutamento sensibile della concezione di queste due divinità, che furono separate: Mut assunse l'aspetto di dea creatrice, divenendo la madre stessa dalla quale il mondo avrebbe avuto origine. 

### Rapporto con Montu e Khonsu
Il geroglifico corrispondente al nome di Mut, nonché quello per madre, era l'avvoltoio, che gli egizi ritenevano un animale dal grande senso materno. Siccome non esistono differenze significative fra esemplari maschili e femminili degli avvoltoi noti agli egizi (specie sprovvista di dimorfismo sessuale), questi credevano che fossero tutti femmine che concepivano la prole grazie al vento stesso. Il concetto di partenogenesi è intrinseco alla teologia di Mut, la quale incarnava l'idea stessa di maternità: più tardi, gli egizi crederanno che Mut non avesse genitori, bensì che si fosse originata dal nulla. Non potendo perciò avere figli, ne avrebbe adottato uno. Al momento di concepire una triade divina propria di Tebe, Montu, dio della guerra, cominciò a essere inizialmente ritenuto figlio di Mut. La triade così definita avrebbe dovuto godere di una certa popolarità ma, poiché l'isheru, il lago sacro all'esterno del tempio di Mut a Karnak, era a forma di luna crescente, Khonsu, il dio della luna, rimpiazzò Montu nel ruolo di figlio adottivo di Mut. 

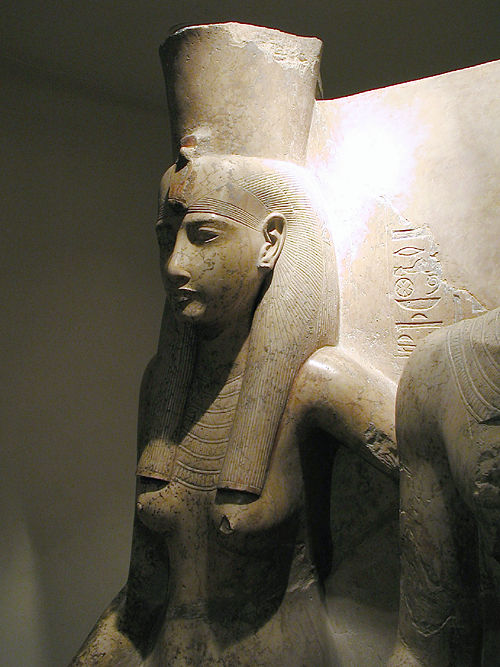
Dettaglio di Mut proveniente da una statua doppia risalente al regno di Ramesse II (1279 a.C. - 1213 a.C.). Museo di Luxor.

### Fusione con Sekhmet, Bast, Nekhbet e Uadjet
L'Alto e il Basso Egitto avevano già le loro dee tutelari - rispettivamente Nekhbet e Uadjet - così come ciascuna delle Due Terre aveva una propria dea leonessa della guerra come protettrice - rispettivamente Sekhmet e Bast. Quando Tebe divenne la capitale dell'Egitto, e di conseguenza Mut una divinità nazionale, la dea assorbì alcuni aspetti di queste dee guerriere. Inizialmente divenne Mut-Uadjet-Bast, poi Mut-Sekhmet-Bast (essendo state assimilate Uadjet e Bast). In seguito Mut assunse anche le caratteristiche di Menhit, una terza dea leonessa e guerriera, divenendo Mut-Sekhmet-Bast-Menhit e, infine, Mut-Nekhbet (anche Nekhbet era una dea-avvoltoio).

### Rapporto con Amon

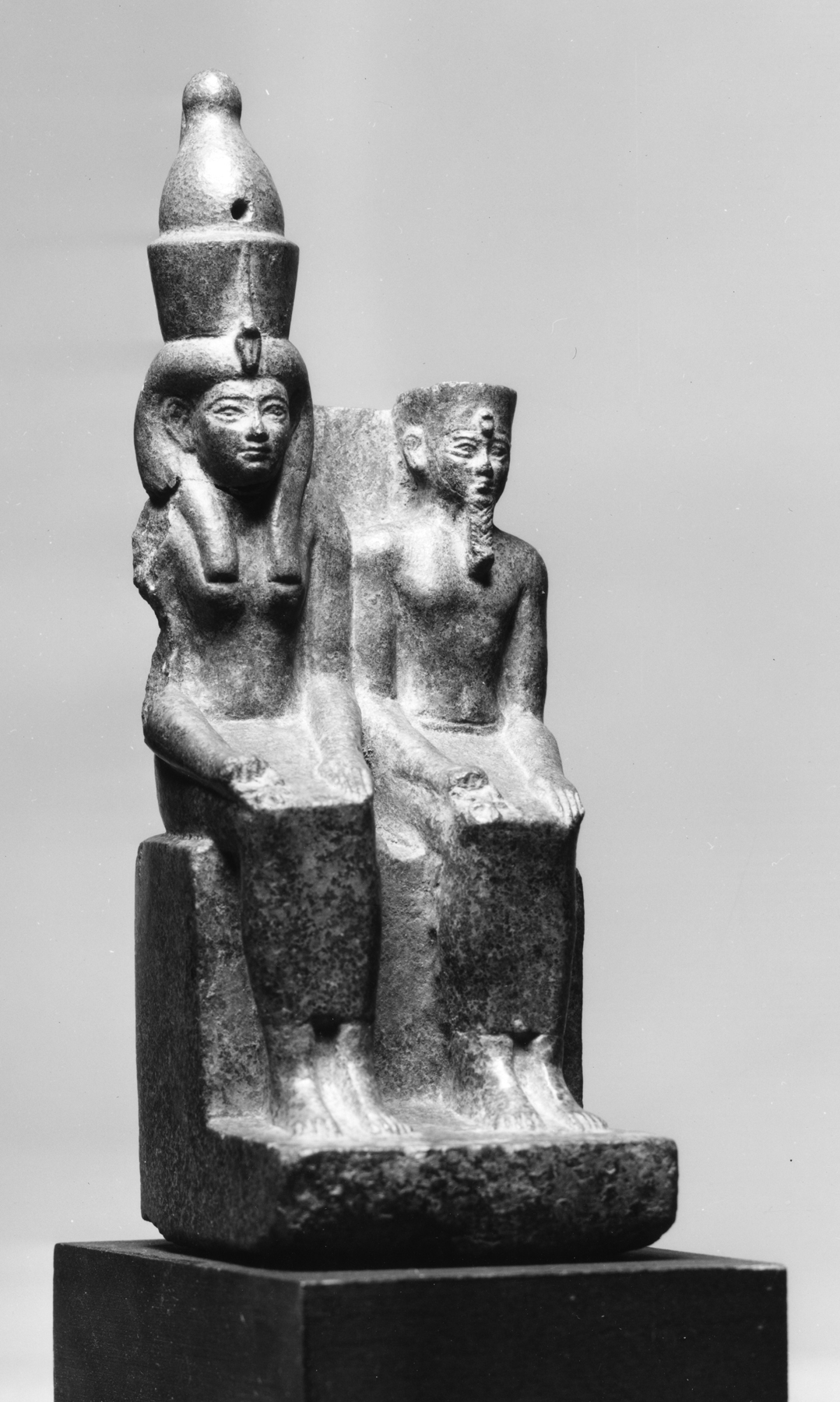
Statuetta di Mut e Amon, risalente al Periodo tardo dell'Egitto. Walters Art Museum, Baltimora.

Quando nel tardo Medio Regno, Tebe cominciò ad acquisire importanza, il suo patrono Amon divenne un dio estremamente significativo; così Amonet, che fino ad allora ne era stata la controparte femminile, fu sostituita con Mut, già dea di notevole importanza, che ne divenne la sposa. Lo sposalizio di Amon e Mut era una delle grandi celebrazioni annuali del Nuovo Regno: la veneratissima effigie di Amon veniva rimossa dal suo tempio a Karnak e trasportata, con una solenne processione, fino al tempio di Mut a Luxor. È questa l'epoca in cui il dio lunare Khonsu cominciò a essere venerato come figlio di Amon e Mut.

### Fusione con Hathor e Iside
Verso la conclusione del Nuovo Regno l'autorità e la preminenza di Tebe cominciarono a scemare. Amon era associato al dio-sole Ra, originando Amon-Ra. Similmente, Mut cominciò a essere associata ad Hathor, la dea-vacca dell'amore e della musica, che era ritenuta la sposa di Ra (in altre versioni del mito ne era la figlia, oltreché madre di Horus). Quando Ra veniva associato al dio Atum, dio del sole che tramonta, Mut venne definitivamente in contatto con l'Enneade: così, Mut-Hathor venne identificata con Iside, sia nelle vesti di Iside-Hathor che di Mut-Iside-Nekhbet. Iside era infatti la figura femminile più importante dell'Enneade e la patrona delle regine. Fra tutti i mutamenti dell'identità di Mut nel corso dei millenni, il suo legame con l'Enneade si dimostrò quello più popolare. La triade di Mut, Hathor e Iside divenne nota semplicemente come Iside, e il suo culto perdurò fino al VII secolo d.C., diffondendosi nelle civiltà greca e latina.
Mut era venerata ad Acheru, località posta a sud di Karnak, ove si trovava un suo imponente santuario che anche Augusto e Tiberio vollero arricchire

## Iconografia
Mut poteva essere rappresentata come una donna con piume di avvoltoio, mentre impugna l'ankh e reca in capo le corone unite dell'Alto e Basso Egitto e un abito generalmente rosso o blu, e con la piuma della dea Maat ai suoi piedi. Come risultato di varie assimilazioni, Mut potevano essere rappresentata anche da un cobra, un gatto, una vacca, una leonessa e, comunemente, da un avvoltoio. 

## Galleria d'immagini

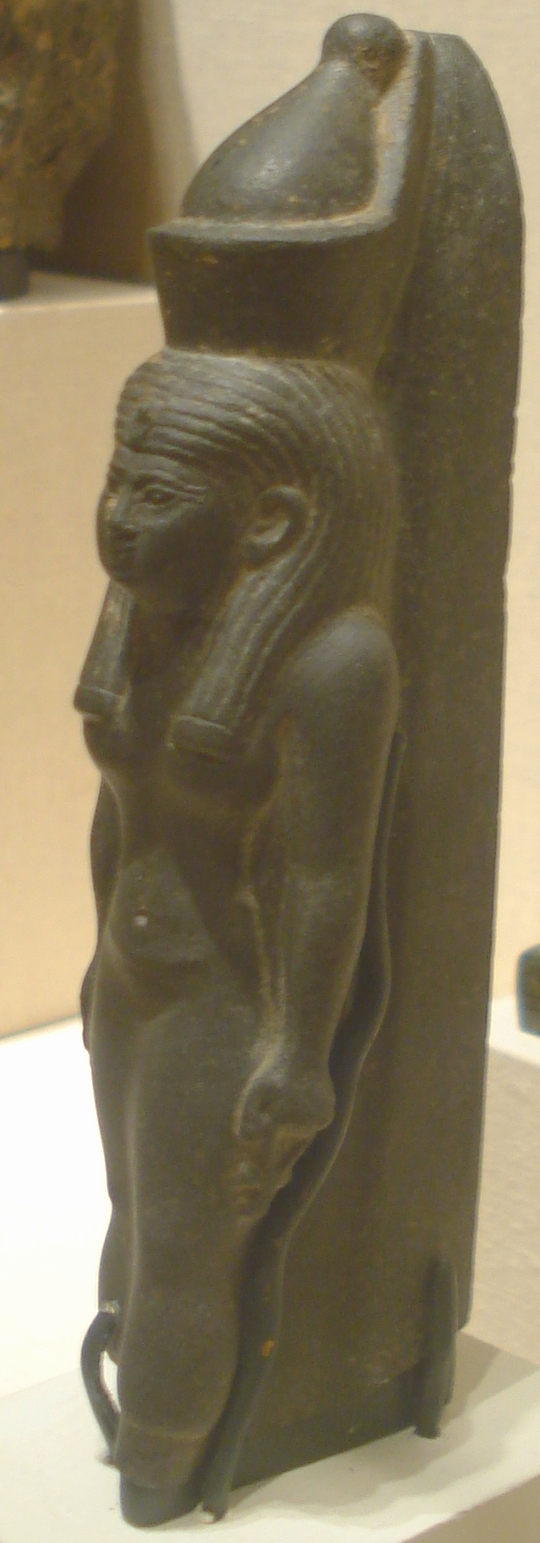
Statuetta di Mut, in scisto, risalente al Periodo tardo.
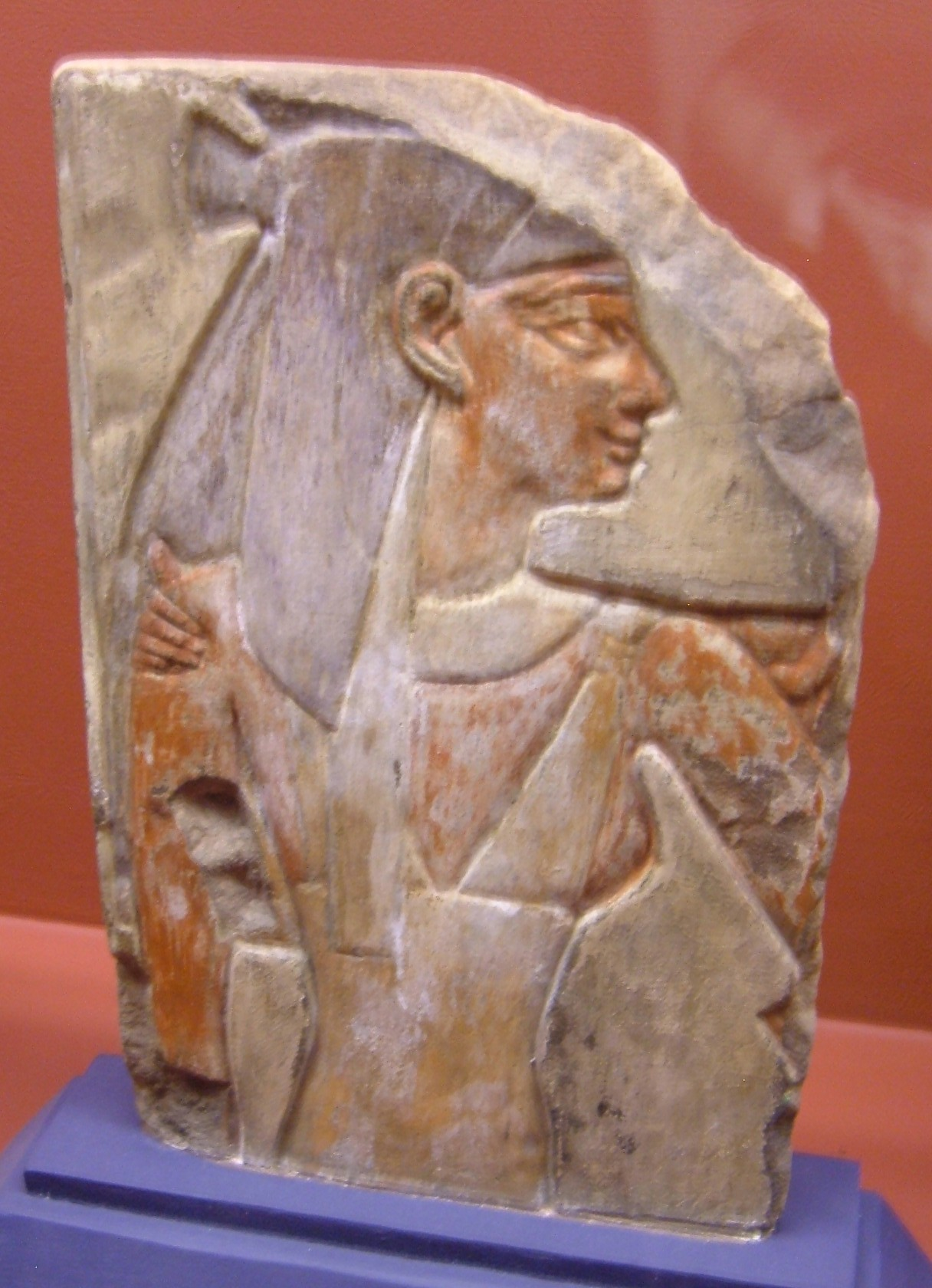
Frammento di un rilievo raffigurante Mut, del periodo tolemaico. Rosicrucian Egyptian Museum, san Jose.
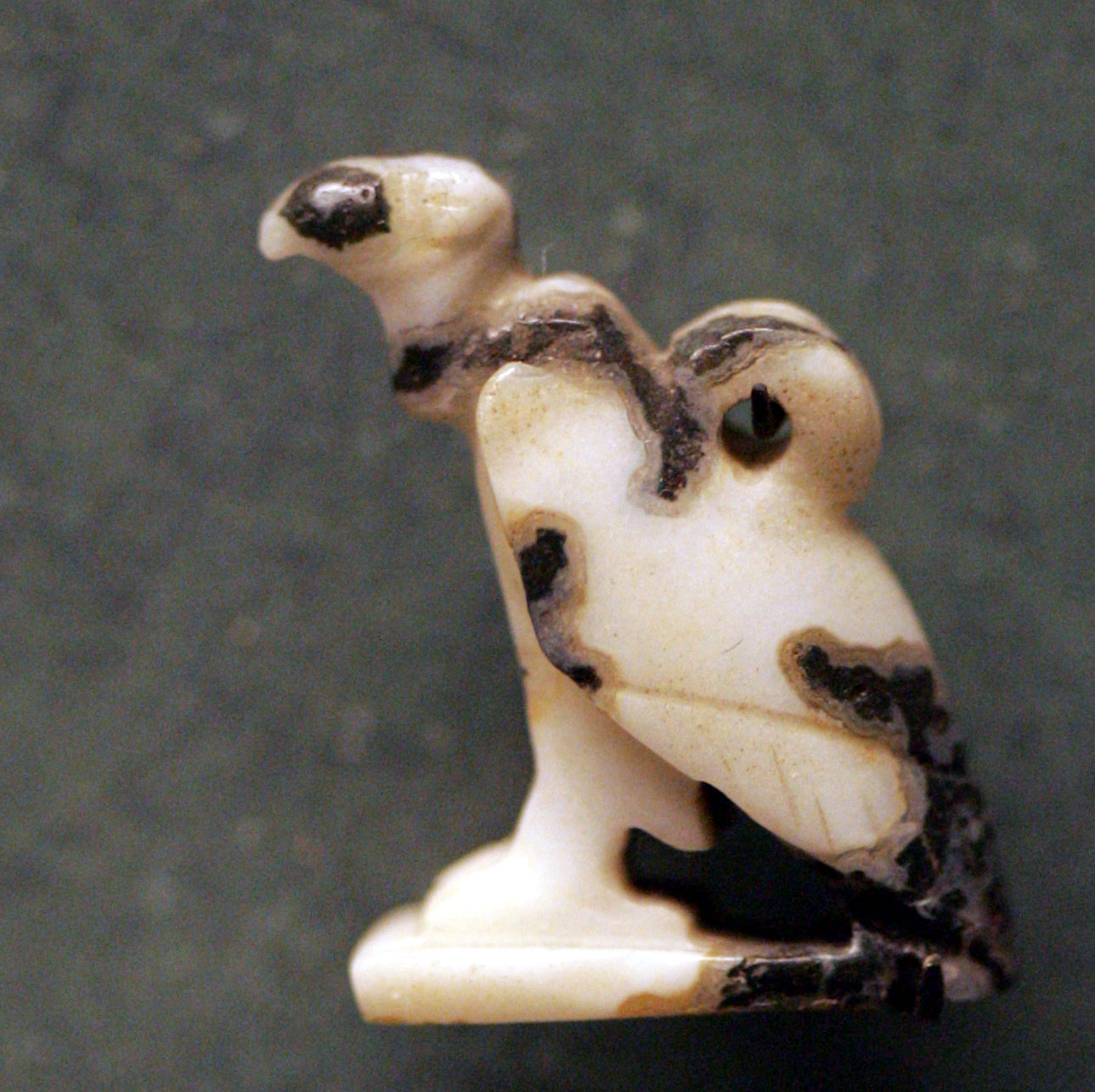
Amuleto di Mut sotto forma di dea-avvoltoio. Museo del Louvre, Parigi.
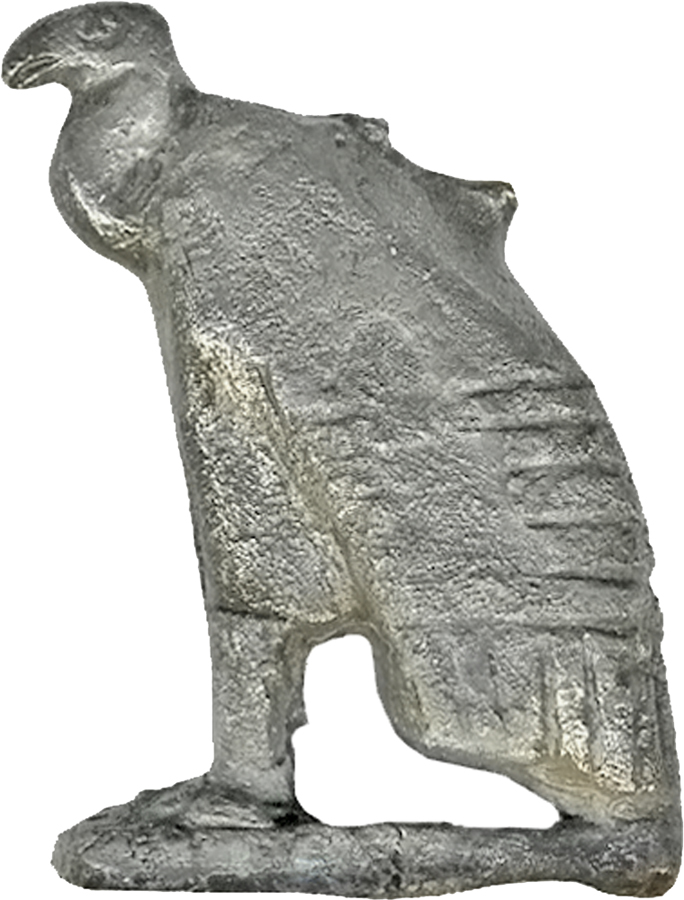
Amuleto di Mut (o Nekhbet) sotto forma di dea-avvoltoio, in argento. Walters Art Museum, Baltimora.
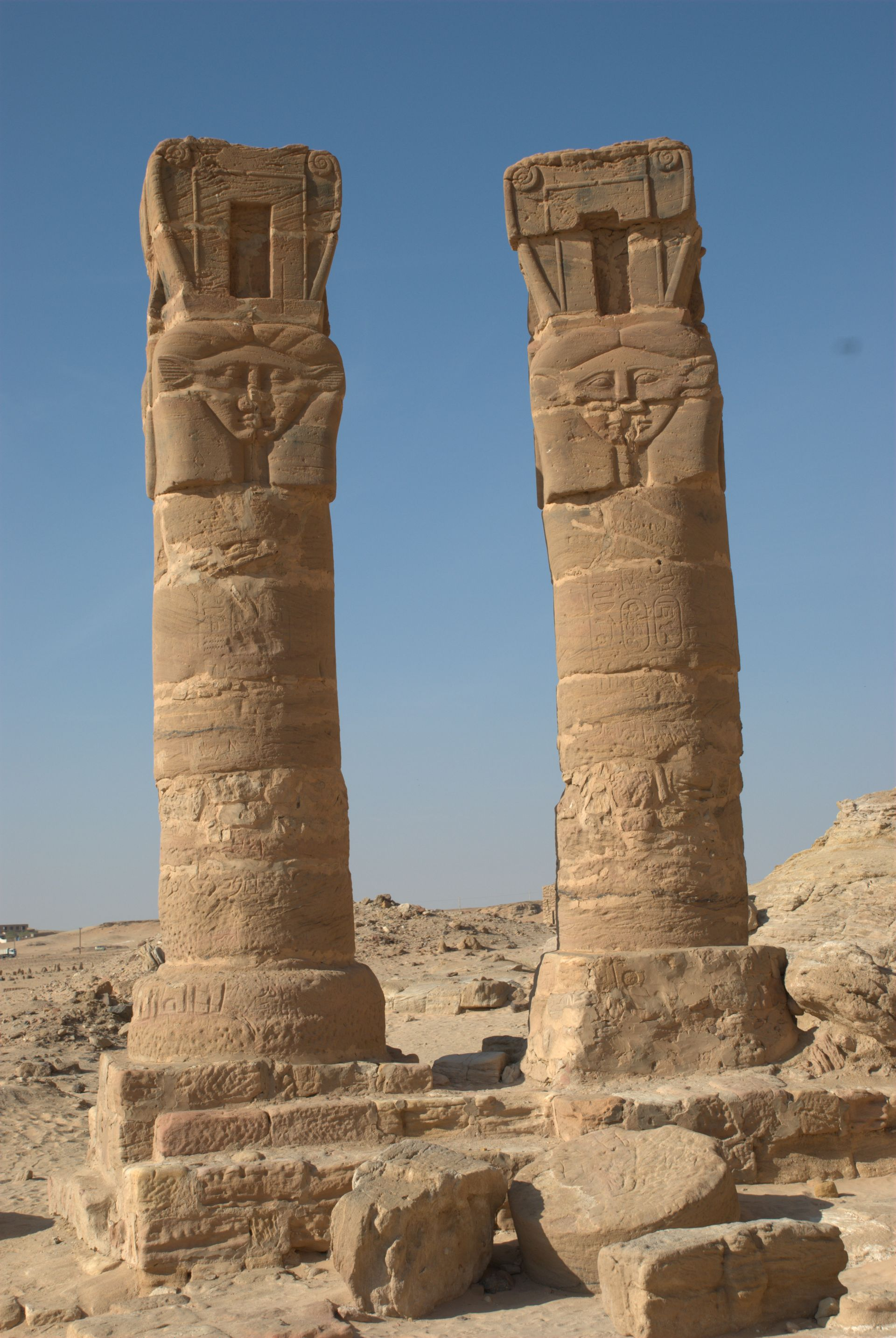
Rovine del Tempio di Mut a Gebel Barkal.
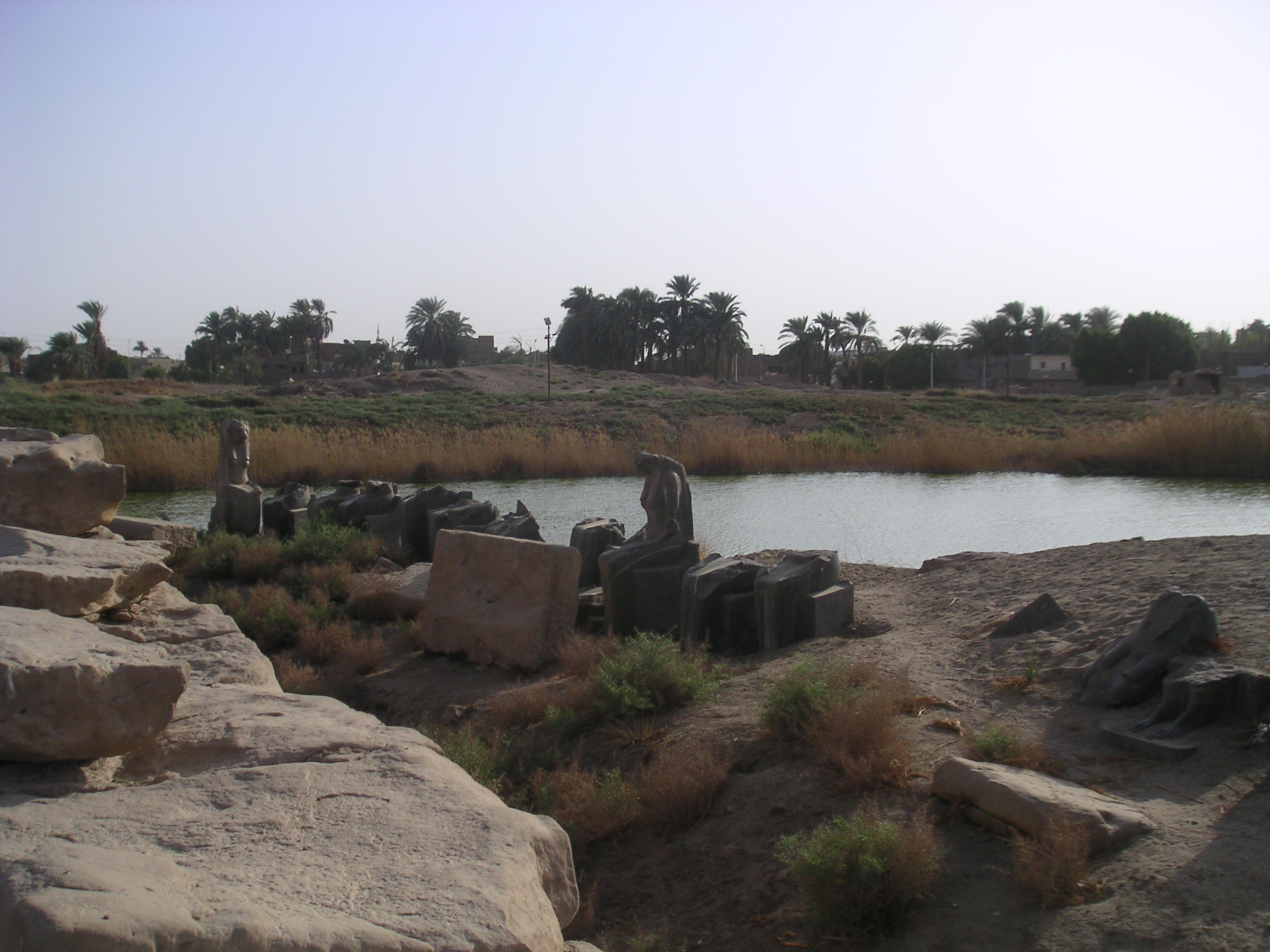
Veduta delle rovine del Tempio di Mut a Karnak, con il laghetto Isheru.